# Jeong Gu
Jeong Gu (1543-1620; Hangul:정구, Hanja:鄭逑), foi um político, acadêmico, poeta, filósofo, oficial Ministro da dinastia Joseon da Coreia. Foi membro da Fação Oriental. ele foi um membro da Fação norte(北人, 북인), e um seguidor de Yi Hwang and Cho Shik, De seu ideológico, acadêmico sucessor de Heo Mok, Yun Seondo, Yun Hyu. Yu nasceu em Seongju, na província de Gyeongsang do Norte, de uma família yangban do clã Cheongju Jeong.